# 聶延祚
聂廷祚（9世纪？—944年1月19日），五代十国后唐、后晋官员。
聂延祚在後唐为少府监，唐明宗天成元年（926年），上言：“牌印旧体，不与朱记相参。伏自近年亦归当监铸造，既须篆字，何异印文，伏乞下中书厘革。”长兴二年（931年），以少府监聂延祚为殿中监。清泰三年（936年），以卫尉卿聂延祚为太子賓客。后晋天福六年（941年）石敬瑭派遣太子宾客聂延祚、吏部郎中盧撰持节册天下兵马元帅、守尚书令、吴越国王钱元瓘。聂廷祚善揣人情，多有材艺。饮酒博戏，无所不通。他奉使杭越及荆湖藩镇，吴越、荆南、楚国君主见到后也喜欢他，出使契丹，也被善待。天福八年十二月廿一乙丑日，太子宾客聂延祚去世。

## 注
1. ↑  《册府元龟》卷六百二十
2. ↑  《旧五代史》唐明宗纪
3. ↑  《旧五代史》唐末帝纪
4. ↑  《旧五代史》晋高祖纪
5. ↑  《册府元龟》卷六百五十三
6. ↑  《旧五代史》晋少帝纪